# Singles número um na Dance/Electronic Songs em 2014
A lista dos singles que alcançaram a primeira posição na Dance/Electronic Songs no ano de 2014 foi publicada semanalmente pela revista Billboard que classifica o desempenho de canções de gêneros dance e eletrônica nos Estados Unidos a partir de dados recolhidos pela Nielsen SoundScan, baseando-se nas vendas digitais, além de contar o número de execuções nas rádios e discotecas do país e o fluxo de mídia na Internet.

## Histórico
| Data            | Canção               | Artista            | Referências |
| --------------- | -------------------- | ------------------ | ----------- |
| 4 de janeiro    | "Wake Me Up!"        | Avicii             | [ 2 ]       |
| 11 de janeiro   | "Wake Me Up!"        | Avicii             | [ 3 ]       |
| 18 de janeiro   | "Wake Me Up!"        | Avicii             | [ 4 ]       |
| 25 de janeiro   | "Wake Me Up!"        | Avicii             | [ 5 ]       |
| 1º de fevereiro | "Wake Me Up!"        | Avicii             | [ 6 ]       |
| 8 de fevereiro  | "Wake Me Up!"        | Avicii             | [ 7 ]       |
| 15 de fevereiro | "Wake Me Up!"        | Avicii             | [ 8 ]       |
| 22 de fevereiro | "Wake Me Up!"        | Avicii             | [ 9 ]       |
| 1º de março     | "Wake Me Up!"        | Avicii             | [ 10 ]      |
| 8 de março      | "Wake Me Up!"        | Avicii             | [ 11 ]      |
| 15 de março     | "Wake Me Up!"        | Avicii             | [ 12 ]      |
| 22 de março     | "Hey Brother"        | Avicii             | [ 13 ]      |
| 29 de março     | "Selfie"             | The Chainsmokers   | [ 14 ]      |
| 5 de abril      | "Selfie"             | The Chainsmokers   | [ 15 ]      |
| 12 de abril     | "Turn Down for What" | DJ Snake e Lil Jon | [ 16 ]      |
| 19 de abril     | "Turn Down for What" | DJ Snake e Lil Jon | [ 17 ]      |
| 26 de abril     | "Turn Down for What" | DJ Snake e Lil Jon | [ 18 ]      |
| 3 de maio       | "Turn Down for What" | DJ Snake e Lil Jon | [ 19 ]      |
| 10 de maio      | "Turn Down for What" | DJ Snake e Lil Jon | [ 20 ]      |
| 17 de maio      | "Turn Down for What" | DJ Snake e Lil Jon | [ 21 ]      |
| 24 de maio      | "Turn Down for What" | DJ Snake e Lil Jon | [ 22 ]      |
| 31 de maio      | "Turn Down for What" | DJ Snake e Lil Jon | [ 23 ]      |
| 7 de junho      | "Turn Down for What" | DJ Snake e Lil Jon | [ 24 ]      |
| 14 de junho     | "Turn Down for What" | DJ Snake e Lil Jon | [ 25 ]      |
| 21 de junho     | "Turn Down for What" | DJ Snake e Lil Jon | [ 26 ]      |
| 28 de junho     | "Turn Down for What" | DJ Snake e Lil Jon | [ 27 ]      |
| 5 de julho      | "Summer"             | Calvin Harris      | [ 28 ]      |
| 12 de julho     | "Summer"             | Calvin Harris      | [ 29 ]      |